# Berezan (Raión de Odesa)
Berezan  (ucraniano: Березань) es una localidad del Raión de Odesa en el Óblast de Odesa de Ucrania. Según el censo de 2001, tiene una población de 1186 habitantes.